# مت بنت
مت بنت (انگلیسی: Matt Bennett؛ زادهٔ ۱۳ نوامبر ۱۹۹۱) یک بازیگر اهل ایالات متحده آمریکا است. وی از سال ۲۰۰۹ میلادی تاکنون مشغول فعالیت بوده‌است.
از فیلم‌ها یا برنامه‌های تلویزیونی که وی در آن نقش داشته‌است می‌توان به ویکتوریوس اشاره کرد.

## زندگی‌نامه
بنت در Massapequa Park، نیویورک بزرگ شد. پس از ظاهر شدن در تبلیغات متعدد، بنت حرفه بازیگری رسمی خود را در سریال «در مجموع برای نوجوانان» آغاز کرد. او به عنوان گرگ در اینترنت در قسمت خلبان از سری کمدی مایکل و مایکل مسائل ظاهر شد؛ و توانست نقشی در سریال ویکتوریوس را به دست بیاورد.

## فیلم شناسی
| توضیحات              | نقش        | فیلم                       | سال  |
| -------------------- | ---------- | -------------------------- | ---- |
| اولین فیلم، نقش اصلی | مت         | ضربه بکارت                 | ۲۰۱۰ |
| فیلم کوتاه           | نوح        | متن من                     | ۲۰۱۰ |
| کامئو                | پسر هلن    | ساقدوش عروس                | ۲۰۱۱ |
|                      | اسکات هیو  | من و ارل و دختر در حال مرگ | ۲۰۱۵ |
|                      | کایل پارکر | آزمایش زندان استانفورد     | ۲۰۱۵ |

## سریال شناسی
| توضیحات                                            | نقش            | عنوان                  | سال          |
| -------------------------------------------------- | -------------- | ---------------------- | ------------ |
| قسمت: خلبان                                        | جیمی           | در مجموع برای نوجوانان | ۲۰۰۹         |
| فصل اول، قسمت اول                                  | گرگ در اینترنت | مایکل و مایکل مسائل    | ۲۰۰۹         |
| (کل سریال)                                         | رابی شاپیرو    | ویکتوریوس              | ۲۰۱۰ تا ۲۰۱۳ |
| مسابقه دهنده                                       | مت بنت         | موج برایان             | ۲۰۱۱         |
| کراس اور ویکتوریوس و ای کارلی (قسمت: ای پارتی)     | رابی شاپیرو    | ای کارلی               | ۲۰۱۱، ۲۰۱۲   |
| عضو هیئت مشاوره و مباحثه یا عضو یئت رادیو تلویزیون | مت بنت         | آن را کشف کردن         | ۲۰۱۲         |
| کامئو                                              | رابی شاپیرو    | سم و کت                | ۲۰۱۳، ۲۰۱۴   |
|                                                    | جاش            | تئوری بیگ بنگ          | ۲۰۱۵         |
|                                                    | ویلی           | عاری از شرم            | ۲۰۱۵         |
|                                                    | مت بنت         | ویبراتور بازی          | ۲۰۱۵         |
|                                                    | کوری           | تازه کردن قایق         | ۲۰۱۶         |